# Barry Sumpter
Barry Sumpter (Brooklyn, 11 novembre 1965) è un ex cestista statunitense, professionista nella NBA e nella CBA.

## Carriera
È stato scelto dai San Antonio Spurs con la 56ª scelta assoluta (la sesta del terzo giro) nel Draft NBA 1988. È poi stato scambiato con i Los Angeles Clippers, con i quali ha giocato una partita in NBA, il 2 aprile 1989 contro i Detroit Pistons. In seguito ha giocato con i Quad City Thunder nella CBA, diventando il giocatore con più partite giocate (385), rimbalzi (2.503) e stoppate (338) nella storia della franchigia e vincendo il titolo CBA nel 1994. Ha inoltre vestito la maglia degli Empire State Stallions nella USBL.

## Palmarès
- McDonald's All-American Game (1983)
- Campione CBA (1994)
- CBA All-Defensive First Team (1989)
- CBA All-Rookie First Team (1989)